# Bradley Steven Perry
Bradley Steven Perry (New Jersey, 23 novembre 1998) è un attore statunitense.
Ha girato Mighty Med nel ruolo di Kaz e recitato in Buona fortuna Charlie nel ruolo di Gabe Duncan. Ha girato anche il film con Ashley Tisdale Sharpay's Fabulous Adventure, film successivo ad High School Musical.

## Carriera
Nel 2007, all'età di 9 anni, Bradley ha iniziato la sua carriera professionale con piccoli ruoli nei film Choose Connor e Magnifico Max. L'anno seguente ha fatto il suo debutto cinematografico con una Guest Star nel dramma Senza traccia. Nel corso dell'anno successivo, Bradley ha continuato ad apparire interpretando piccoli ruoli in alcuni film comici, ad esempio The Goods: Live Hard, Sell Hard e Daddy Sitter.
Nel 2010 ha ottenuto un ruolo nella serie Buona fortuna Charlie in onda su Disney Channel. Nella serie interpreta il furbo e combinaguai Gabe Duncan, il terzo di quattro fratelli, anche se si capirà nel film Buona fortuna Charlie - Road Trip Movie che è il terzo di ben cinque fratelli. Gabe cercherà di fare colpo su molte ragazze anche se non ci riuscirà mai. Bradley ha ottenuto la parte del co-protagonista nel film Sharpay's Fabulous Adventure, in questo film interpreta Elliston III, proprietario di un giovane cane precoce, rivale di Sharpay per una competizione di un musical a Broadway. Nel 2014 è stato il protagonista del film Disney Mr. Bugia.
Interpreta il ruolo di Kaz nella serie tv di Disney XD Mighty Med.
Nel 2014 ha partecipato alla cover della canzone Do You Want to Build a Snowman? (dal film Frozen), insieme ad altre star Disney, nel gruppo Disney Channel Circle of Stars.

## Filmografia

### Cinema
- Daddy Sitter, regia di Walt Becker (2009)
- Opposite Day, regia di R. Michael Givens (2009)
- La concessionaria più pazza d'America (The Goods: Live Hard, Sell Hard), regia di Neal Brennan (2009)
- Peacock, regia di Michael Lander (2010)
- Hubie Halloween, regia di Steven Brill (2020)

### Televisione
- Senza traccia (Without a Trace) – serie TV, episodio 7x01 (2008)
- Buona fortuna Charlie (Good Luck Charlie) – serie TV, 97 episodi (2010-2014)
- La favolosa avventura di Sharpay (Sharpay's Fabulous Adventure), regia di Michael Lembeck – film TV (2011)
- Buona fortuna Charlie - Road Trip Movie (Good Luck Charlie, It's Christmas!) – film TV, regia di Arlene Sanford (2011)
- Jessie – serie TV, episodio 3x07 (2013)
- Mighty Med - Pronto soccorso eroi (Mighty Med) – serie TV, 44 episodi (2013-2015)
- Mister Bugia (Pants on Fire) – film TV, regia di Jon Rosenbaum (2014)
- Lab Rats - serie TV, episodio 4x10 (2015)
- Non sono stato io (I Didn't Do It) – serie TV, episodio 2x17 (2015)
- Lab Rats: Elite Force – serie TV, 7 episodi (2016)
- Speechless - serie TV, episodio 1x12 (2017)
- S.W.A.T.  – serie TV, episodio 4x05 (2017)

## Doppiatori italiani
Nelle versioni in italiano delle opere in cui ha recitato, Bradley Steven Perryè stato doppiato da:
- Federico Bebi in Buona Fortuna Charlie, La favolosa avventura di Sharpay, Mighty Med - Pronto soccorso per eroi, Mister Bugia, Lab Rats: Elite Force